# Cappella di San Bartolomeo (Montalcino)
La cappella di San Bartolomeo, anche conosciuta come cappella della Croce, o semplicemente la Croce, è un luogo di culto cattolico di Montisi, frazione di Montalcino, in provincia di Siena; esso è situato all'estremità settentrionale del paese, all'incrocio tra la strada provinciale 14 Traversa dei Monti e la strada provinciale 38 di Trequanda.
Edificata nel XV secolo e originariamente appartenente alla grancia di Montisi, passò poi alla famiglia Mannucci Benincasa e successivamente a quella Guazzi, che ne detiene attualmente la proprietà. Venne in parte distrutta da un'esplosione il 30 giugno 1944 e successivamente ricostruita.

## Descrizione
La caratteristica facciata, simile per impostazione a quella della chiesa di Santa Caterina d'Alessandria e frutto della ricostruzione postbellica, ha al centro un piccolo portale con, una a destra e una a sinistra, due finestre rettangolari; al centro del semplice timpano, vi è un bassorilievo marmoreo del 1661 recante lo stemma dello Spedale di Santa Maria della Scala di Siena.
L'interno è costituito da un unico ambiente a piante rettangolare coperto con soffitto a capriate lignee. Accoglie degli affreschi della fine del XIV secolo raffiguranti quattro Santi sulle pareti laterali (due per lato) e una Annunciazione sulla parete di fondo, di scuola tosco-umbra; in quest'ultima si apre una nicchia con arco a sesto ribassato all'interno della quale vi è l'altare in stucco, sormontato da un affresco cinquecentesco con la Madonna col Bambino fra i santi Pietro e Paolo, che presenta analogie con quelli della scuola del Sodoma. Nella cappella vi sono alcune sepolture della famiglia Mannucci Benincasa.